# KINFOLK
《Kinfolk》是一本提倡慢生活的獨立雜誌，由 Ouur 發行，希望能夠藉由它們的方式來讓讀者的生活更輕鬆簡單、並花上更多的時間陪伴家人與朋友，總部設於美國俄勒岡州波特蘭。

## 雜誌簡介
生活風格雜誌《Kinfolk》是由奈森‧威廉斯與 Katie Searle-William 夫婦、以及他們的朋友 Doug 和 Paige Bischoff 共同在2011年7月份創立，其內容透過照片、食譜、專訪來關注居家、工作、娛樂、食物、社群⋯⋯等故事，每期會有超過五十位作者，藉由書寫、攝影、設計來傳達慢生活的內容。一年發行四期的季刊。

## 媒體評價
Kinfolk簡潔的排版設計以及攝影美學，被雜誌《Portland Monthly》形容為「出版世界獨特的漣漪」，《紐約時報》則是稱呼他為「波特蘭版的瑪莎·史都華生活」，臺灣方面有出版人黃威融將《Kinfolk》納入「2013年讓人拍手叫好的6本外文雜誌」之一。

## 國際版本
除了核心的美國讀者群之外，近年來Kinfolk已經在全球擁有無數的追蹤讀者，現已經發行了日本語、中國簡體字、俄羅斯語、韓文⋯⋯等版本。
- 中国中文版：由中國精品購物指南發行《精彩KINFOLK四季》，中文書寫為簡體字。
- 日本日文版：由NEKO Publishing發行《Kinfolk Japan Edition》[8]，每期並附贈日本版特別夾冊《Book in Book》。
- 韓文版：由 Kinfolk Korea 出版《킨포크Kinfolk》。
- 俄羅斯俄文版：由 Heim 發行《KINFOLK》俄文版。

## 其他出版
- 2013年10月15日，Kinfolk請Artisan Books（英语：Artisan Books）發行了他們的第一本精裝食譜書《The Kinfolk Table: Recipes for Small Gatherings》，內容是由Kinfolk社群裡的朋友家族們所提供的85道傳統食譜，涵蓋波特蘭、布魯克林、哥本哈根、英國⋯⋯等地，臺灣正體中文版《KINFOLK餐桌：獻給生活中的每一場小聚會》則是由三采於2014年3月7日發行。
- 2015年10月20日，由Artisan Books（英语：Artisan Books）發行《The Kinfolk Home》介紹 Kinfolk 社群的居家生活風格。

## 引用來源
1. ↑  NAOMI VAN GROLL. . Writer's Edit. 2015年1月19日  [2016年1月4日]. （原始内容存档于2016年12月22日） （英语）. With issues now translated into Japanese, Chinese, Korean and Russian and circulation reaching 55,000 (Kinfolk 2014),
2. ↑  Alexandra Zeigler. . Weldon Owen. 2012-05-28  [2013-09-22]. （原始内容存档于2013-10-22） （英语）.
3. ↑  Matthew McIntyre. . Desktopmag.com.au. 2011-07-25  [2013-09-22]. （原始内容存档于2020-07-25） （英语）.
4. ↑  Benjamin Tepler. . 2014-04-02  [2015-02-03]. （原始内容存档于2015-04-28） （英语）.
5. ↑  Tim Murphy. . The New York Times. 2014-04-25  [2015-02-01]. （原始内容存档于2020-11-12） （英语）.
6. ↑  黃威融. . 獨立評論@天下. 2014年2月8日  [2016年1月4日]. （原始内容存档于2017年1月9日） （中文（臺灣））. 〈Kinfolk〉是來自美國西岸波特蘭的獨立雜誌，2011年創刊以來邀請世界各地的藝術家、攝影師、設計師……共同參與。它通常被定位為美好的生活飲食雜誌，的確是這樣，它選擇不做作的呈現食物，它的色調柔和，它的構圖充滿巧思，它是本地許多生活風格類雜誌編輯心中想要追隨到達的高標。
7. ↑  雜誌現場. . GQ TAIWAN. 2015年1月21日  [2016年1月4日]. （原始内容存档于2017年1月7日） （中文（臺灣））. 2011年創刊的《Kinfolk》以英語發行，為亞洲讀者熱愛的飲食雜誌，就連集結雜誌內食譜的叢書《The Kinfolk Table》也受到歡迎。基於讀者對它的熱愛，讓它得以成功跨海販售海外版權，發行中文、日文、韓文、俄羅斯文四種語言版本，版權費用也替其開創出另類商機。
8. ↑  許哲寧. . 出版者. 2013年6月19日  [2016年1月4日]. （原始内容存档于2016年3月5日） （中文（臺灣））. 今年初，《Kinfolk》分別在福岡和東京舉辦料理烘焙工作坊，六月即將在日本發行日文版，我很期待它將會改變日本生活風格類雜誌的面貌，甚至讓更多人願意改變自己的生活方式。今年夏天，我也規劃在書店附近的森林裡舉辦早餐聚會，帶著家人和朋友們在森林裡享用一頓悠閒舒適的早餐，把對《Kinfolk》的嚮往變成真正的生活。

## 其他聯結
- Kinfolk的官方網站 （页面存档备份，存于）
- KINFOLK的X（前Twitter）
- KINFOLK的Facebook專頁
- KINFOLK的Instagram帳戶
- KINFOLK 的pinterest
- Vimeo上的影片